# Малхиста (село)
Малхиста (чечен. Маьлхиста) — воссоздаваемое село в Итум-Калинском районе Чеченской Республики России.

## География
Село расположено на левом берегу реки Мешехи, к западу от села Итум-Кали и к юго-западу от села Галанчож.
Ближайшие населённые пункты: на севере — Гимара и Кей.

## История
В конце 2022 года в Итум-Калинском районе Чеченской Республики было принято решение образовать новые сёла, в том числе Малхиста — в честь бывшего Мельхистинского сельсовета, наименованного в свою очередь по названиям чеченской этногруппы малхистинцев и исторической области Малхисты.
В сборнике «Чеченская автономная область. Основные статистические данные и список населённых мест на 1929—1930 год. — Издание Плановой Комиссии Чеченского Областного Исполнительного Комитета. Владикавказ, 1930» в Мельхистинский сельсовет входили селения: Теретего, Джарего (Жарего); хутора: Басти, Ами, Хайха, Доза, Банахи, Кашнех, Коротхо, Нахорости, Цинци-Мохк, Вионисто, Сахано, Икальчи, Меши, Комальхо(ой).